# Coenocorypha miratropica
Coenocorypha miratropica — вимерлий вид сивкоподібних птахів родини баранцевих (Scolopacidae). Був ендеміком Фіджі. Вимер після заселення островів полінезійцями.

## Відкриття
Повна ліва плечова кістка (голотип) була знайдена 18 листопада 1999 року в печері Ватума приблизно за 12 км на південь від міста Нанді на острові Віті-Леву. Кістка не мінералізована, кремово-біла. Має довжину 40,2 мм. Паратипи включають наступний матеріал: дистальний відділ лівої та два дистальних правих плечових кісток, дві дистальні праві ліктьові кістки, три ліві п'ясткові кістки, ліва лопатка, дистальна права та проксимальна права кістки плесна, проксимальний відділ лівої променевої кістки та два фрагменти дзьоба.